# Football Club de Trooz
Maillots
Dernière mise à jour : 3 août 2017.
Le Football Club de Trooz est un club de football belge, basé dans la ville de Trooz, en province de Liège. Il est le fruit de la fusion survenue en 2010 entre le Royal Prayon Football Club et le Football Club Nessonvaux, et porte le matricule 226 de Prayon.
Lors de la saison 2017-2018, il évolue en deuxième provinciale. Il a disputé 17 saisons en Promotion, toutes avant la fusion.

## Histoire
Le Prayon Football Club est fondé en 1912 dans le petit village de Prayon. Le club rejoint l'Union Belge après la Première Guerre mondiale, le 1er septembre 1921. Il est intégré aux championnats régionaux liégeois. En décembre 1926, il reçoit le matricule 226. Le club progresse dans les divisions régionales jusqu'après la Seconde Guerre mondiale. Le 4 mai 1953, il est reconnu « Société Royale », et prend le nom de Royal Prayon Football Club.
Le club fête un an plus tard son accession à la Promotion, quatrième et dernier niveau national. Il y reste trois saisons, puis doit redescendre en première provinciale. Le club passe ensuite plus de quinze ans dans les séries provinciales, et parvient à remonter en Promotion en 1974. La joie est de courte durée pour le club, qui redescend un an plus tard. Il est de retour en 1976, cette fois pour deux saisons, avant une nouvelle relégation vers les séries provinciales.
À partir de la fin des années 1980, le club va connaître sa meilleure période. De retour en Promotion en 1988, il se classe d'emblée troisième de sa série, le meilleur résultat de son Histoire. Le club réédite cette performance un an plus tard, et termine cinquième la saison suivante. Encore quatrième en 1993, le club recule ensuite au classement, et termine plusieurs années consécutives entre la neuvième et la douzième place. Finalement, le club ne peut faire mieux qu'une quinzième place finale en 1999, synonyme de nouvelle relégation en première provinciale. Depuis lors, le club n'est plus jamais réapparu en nationales.
Par la suite, le club chute jusqu'en deuxième provinciale. Il remonte parmi l'élite de la Province en 2009, mais redescend directement en « P2 ». En mars 2010, une fusion avec le club rival du Football Club Nessonvaux, qui évolue en troisième provinciale, est envisagée. Le mariage entre les deux équipes est officialisé fin de saison, malgré la relégation de Prayon et le nouveau club est baptisé Football Club de Trooz. Cette union est rapidement couronnée de succès, le club remontant en première provinciale via le tour final en 2012.

## Résultats dans les divisions nationales
Statistiques mises à jour au 13 juin 2013

### Bilan
| Niv | Divisions     | Jouées | Titres | TM Up | TM Down |
| --- | ------------- | ------ | ------ | ----- | ------- |
| I   | 1re nationale | 0      | 0      |       |         |
| II  | 2e nationale  | 0      | 0      |       |         |
| III | 3e nationale  | 0      | 0      |       |         |
| IV  | 4e nationale  | 17     | 0      |       |         |
| V   | 5e nationale  | 0      | 0      |       |         |
|     |               |        |        |       |         |
|     | TOTAUX        | 17     | 0      | 0     | 0       |

- TM Up : test-match pour départager des égalités, ou toutes formes de Barrages ou de Tour final pour une montée éventuelle.
- TM Down : test-match pour départager des égalités, ou toutes formes de Barrages ou de Tour final pour le maintien.

### Classements saison par saison
| Ordre               | Saison  | Nom du club  | Niveau            | Classement final | Remarques |
| ------------------- | ------- | ------------ | ----------------- | ---------------- | --------- |
| 1                   | 1954-55 | R. Prayon FC | Promotion série D | 8e/16            |           |
| 2                   | 1955-56 | R. Prayon FC | Promotion série D | 11e/16           |           |
| 3                   | 1956-57 | R. Prayon FC | Promotion série A | 15e/16           | Relégué!  |
| séries provinciales |         |              |                   |                  |           |
| 4                   | 1974-75 | R. Prayon FC | Promotion série C | 15e/16           | Relégué!  |
| séries provinciales |         |              |                   |                  |           |
| 5                   | 1976-77 | R. Prayon FC | Promotion série C | 7e/16            |           |
| 6                   | 1977-78 | R. Prayon FC | Promotion série A | 16e/16           | Relégué!  |
| séries provinciales |         |              |                   |                  |           |
| 7                   | 1988-89 | R. Prayon FC | Promotion série D | 3e/16            |           |
| 8                   | 1989-90 | R. Prayon FC | Promotion série C | 3e/16            |           |
| 9                   | 1990-91 | R. Prayon FC | Promotion série D | 5e/16            |           |
| 10                  | 1991-92 | R. Prayon FC | Promotion série D | 11e/16           |           |
| 11                  | 1992-93 | R. Prayon FC | Promotion série D | 4e/16            |           |
| 12                  | 1993-94 | R. Prayon FC | Promotion série C | 9e/16            |           |
| 13                  | 1994-95 | R. Prayon FC | Promotion série D | 11e/16           |           |
| 14                  | 1995-96 | R. Prayon FC | Promotion série C | 12e/16           |           |
| 15                  | 1996-97 | R. Prayon FC | Promotion série D | 10e/16           |           |
| 16                  | 1997-98 | R. Prayon FC | Promotion série D | 12e/16           |           |
| 17                  | 1998-99 | R. Prayon FC | Promotion série C | 15e/16           | Relégué!  |
| séries provinciales |         |              |                   |                  |           |

### Sources et liens externes
- (nl) « Fiche de l'équipe », sur Belgian Soccer Database (R. Prayon FC)